# Инаугурация Владимира Путина (2004)
Вторая инаугурация Владимира Владимировича Путина в качестве Президента Российской Федерации состоялась 7 мая 2004 года. Президентскую присягу проводил Председатель Конституционного Суда Российской Федерации Валерий Зорькин.

## Церемония
Церемония второй инаугурации Владимира Путина прошла по запланированному сценарию и мало чем отличалась от предыдущей. Церемония инаугурации началась без четверти 12 по московскому времени, после внесения в Андреевский зал символов президента России. После внесения символов президента России на сцену были приглашены Председатель Конституционного Суда Российской Федерации Валерий Зорькин, Председатель Совета Федерации Сергей Миронов, Председатель Государственной думы Борис Грызлов.
Прибыв в полдень в Большой Кремлёвский дворец, Владимир Путин прошёл в Андреевский зал и вышел на сцену. Затем Председатель Конституционного Суда Валерий Зорькин привёл Владимира Путина к присяге. После принесения присяги и исполнения гимна России Путин выступил с обращением к гражданам страны. В ходе инаугурационной речи Путин пообещал, как и в предыдущие годы, продолжать работать активно, открыто и честно, президент предложил всем гражданам России следующие четыре года потрудиться вместе с ним, а также развивать реальную многопартийность, создать зрелое гражданское общество и укреплять личные свободы граждан, чтобы люди в России могли получать хорошее образование, достойную социальную и медицинскую помощь. Он сказал: «Наше прошлое, безусловно, придаёт нам силы. Но даже самая славная история сама по себе не обеспечит нам лучшей жизни. Это величие должно быть подкреплено. Подкреплено новыми делами сегодняшних поколений граждан нашей страны». Под тридцатикратные залпы орудийного салюта глава государства вышел на Соборную площадь Кремля, где принял смотр Президентского полка. Сама инаугурация оказалась самой короткой в истории России и длилась около 20 минут.
На церемонии присутствовало около 1700 гостей, среди них депутаты Государственной Думы, члены Совета Федерации, судьи Конституционного Суда России, министры, иностранные послы, религиозные деятели, учёные и артисты, представители избирательного штаба Путина. При этом на церемонии не присутствовал первый президент России Борис Ельцин ввиду болезни: «Борис Николаевич простудился: у него воспаление бронхов, и врачи настоятельно рекомендовали ему не выходить из дома».